# 克納滕湖 (施萬多夫縣)
49°17′36″N 12°10′37″E / 49.29333°N 12.17694°E

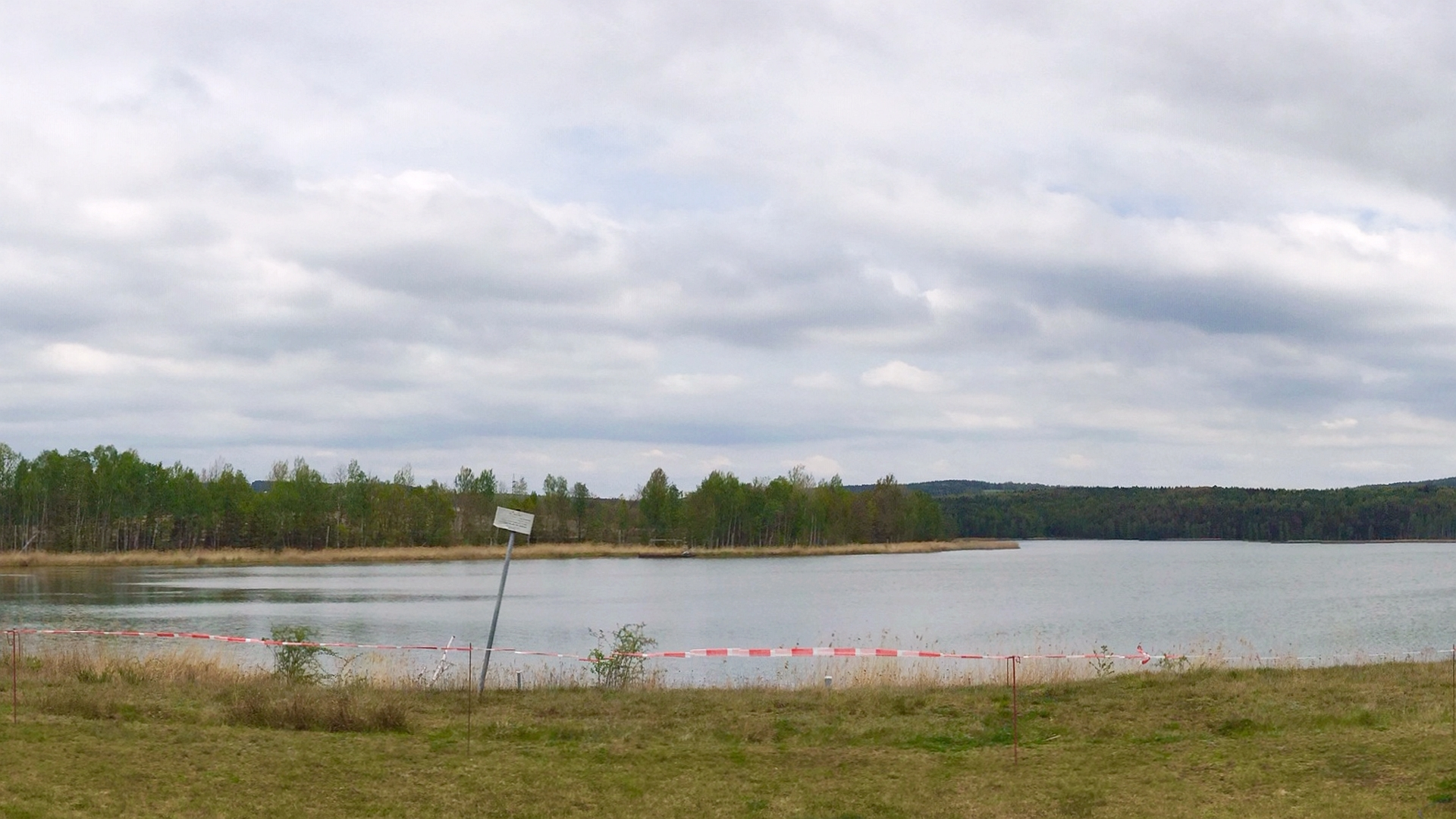

克納滕湖（德語：Knappensee），是德國的湖泊，位於該國東南部，由巴伐利亞州負責管轄，處於施萬多夫縣，長1公里、寬0.5公里，面積0.55平方公里，海拔高度364米，平均水深5米，最大水深6.5米。